# Ірамба
Іра́мба (ніламба, анірамба, намбі) — народ групи банту в Танзанії.

## Територія розселення, чисельність, мова і релігія
Ірамба проживають у північній частині Танзанії, переважно в регіоні Шиньянзі.
Згідно з даними на 2016 рік представників народу ірамба — 682 тисячі осіб.
Ірамба розмовляють мовою ніламба, що має писемність на латинській графічній основі.
За релігією серед ірамба прибічники традиційних вірувань, є також християни і мусульмани.

## Економіка і культура
Люди ірамба поєднують ручне тропічне землеробство (елевсина, сорго, бобові, маніок, кукурудза) з розведенням великої і дрібної рогатої худоби. В обробці поля беруть участь як чоловіки, так і жінки, решту робіт (сівба, збирання врожаю, переробка продукції) — за жінками. 
Серед ремесел були розвинуті різьбярство на дереві, плетіння з соломи, виготовлення металічних прикрас. 
Поселення в ірамба є компактними. Житло людей ірамба — прямокутне, з пласким дахом, заглиблене в землю. Худобу тримають на подвір'ї.
Чоловічий одяг — короткі штани й сорочка, жіночий — довга сорочка-сукня, блуза з короткими рукавами, спідниця. 
Харчуються ірамба хлібинами та кашами з різними гострими підливами й овочевими соусами, фруктами.
Традиційні вірування в ірамба представлені культами сил природи і предків; розвинутий музичний фольклор.